# Cam Barker
Cameron „Cam“ Barker (* 4. April 1986 in Winnipeg, Manitoba) ist ein ehemaliger kanadischer Eishockeyspieler, der im Verlauf seiner aktiven Karriere zwischen 2001 und 2021 unter anderem 327 Spiele für die Chicago Blackhawks, Minnesota Wild, Edmonton Oilers und Vancouver Canucks in der National Hockey League (NHL) auf der Position des Verteidigers bestritten hat. Darüber hinaus absolvierte Barker über 200 weitere Partien in der Kontinental Hockey League (KHL).

## Karriere
Barker begann seine Karriere 2001 in der kanadischen Juniorenliga Western Hockey League bei den Medicine Hat Tigers. Drei Jahre später wurde er während des NHL Entry Draft 2004 von den Chicago Blackhawks in der ersten Runde an insgesamt dritter Position ausgewählt. Der Linksschütze blieb daraufhin bei den Tigers, ehe er zum Ende der Saison 2005/06 in die National Hockey League zu den Chicago Blackhawks wechselte. Dort absolvierte er im gleichen Spieljahr ein Saisonspiel. In der Folgezeit stand Barker überwiegend im Kader der Norfolk Admirals, dem damaligen Farmteam der Blackhawks, in der American Hockey League. Da der damals 20-Jährige bei den Admirals überzeugen konnte, bekam er während der Spielzeit 2006/07 die Chance, sich in der NHL zu beweisen. Insgesamt kam er in 35 Partien zum Einsatz, in denen der gelernte Verteidiger acht Scorerpunkte erzielen konnte.
Im Jahr 2007 schloss das Management der Blackhawks einen Kooperationsvertrag mit den in der AHL spielenden Rockford IceHogs ab. Daraufhin ging auch Barker für die IceHogs aufs Eis. In seiner dritten Saison in Chicago konnte er in der AHL wieder überzeugen und empfahl sich somit für eine erneute Nominierung für den NHL-Kader der Blackhawks. Letzten Endes reichte es für 45 NHL-Spiele, in denen der Erstrunden-Draftpick von 2004 18 Punkte erzielte. Am 1. Juli 2011 unterzeichnete Barker einen Kontrakt für ein Jahr bei den Edmonton Oilers. Ein Jahr später lief dieser Vertrag aus und Barker wurde ein Free Agent. Ende September 2012 nahm er am Trainingslager der Texas Stars teil und erhielt einen Platz im Kader des AHL-Teams. Nach 23 Partien für die Texas Stars lief sein Probevertrag aus und er musste das Team verlassen.
Erst Mitte Januar 2013 erhielt Barker einen neuen Vertrag bis Saisonende, diesmal bei den Vancouver Canucks. Nachdem er im Sommer und Herbst 2013 keinen Vertrag in Nordamerika erhalten hatte, entschied er sich für einen Wechsel nach Europa und unterschrieb im November 2013 einen Einjahresvertrag bei Barys Astana aus der Kontinental Hockey League (KHL). Im Anschluss an die Saison 2013/14 kehrte Barker nach Nordamerika zurück und nahm am Training der Chicago Blackhawks teil, die ihn jedoch nicht verpflichteten.
Am 22. Dezember 2014 wurde Barker bis zum Ende der Saison 2014/15 vom KHL-Verein HC Slovan Bratislava verpflichtet. Er blieb anschließend auch in der Saison 2015/16 in Bratislava. Im Mai 2016 unterschrieb er erneut bei Barys Astana, kehrte aber nach Abschluss der Saison 2016/17 im August 2017 abermals zu Slovan Bratislava zurück. Am 12. Januar 2018 wechselte Cam Barker zu den SCL Tigers in die Schweizer National League, wurde aber nur in drei Spielen eingesetzt. Von Ende Oktober bis Ende November 2018 war Barker schließlich für Tampereen Ilves aus der finnischen Liiga aktiv, ehe er sich nach einer mehrmonatigen Pause im Dezember 2019 den Dragons de Rouen aus der französischen Ligue Magnus anschloss. Nach dem Gewinn des französischen Meistertitels im Frühjahr 2021 beendete der 35-Jährige seine aktive Karriere.

### International
In den Jahren 2005 und 2006 nahm er mit der kanadischen Juniorennationalmannschaft an der Junioren-Weltmeisterschaft teil. In beiden Jahren konnte er mit seinem Team die Goldmedaille gewinnen. Im Finale schlug man jeweils die Mannschaft aus Russland mit 6:1 beziehungsweise 5:0.

## Erfolge und Auszeichnungen
| - 2003 WHL All-Rookie Team - 2003 CHL All-Rookie Team - 2004 President’s-Cup-Gewinn mit den Medicine Hat Tigers - 2008 Teilnahme am AHL All-Star Classic | - 2012 Spengler-Cup-Gewinn mit dem Team Canada - 2016 Teilnahme am KHL All-Star Game - 2016 Bester Verteidiger der KHL - 2021 Französischer Meister mit den Dragons de Rouen |

### International
- 2005 Goldmedaille bei der U20-Junioren-Weltmeisterschaft
- 2006 Goldmedaille bei der U20-Junioren-Weltmeisterschaft

## Karrierestatistik

### International
Vertrat Kanada bei:
- U20-Junioren-Weltmeisterschaft 2005
- U20-Junioren-Weltmeisterschaft 2006

(Legende zur Spielerstatistik: Sp oder GP = absolvierte Spiele; T oder G = erzielte Tore; V oder A = erzielte Assists; Pkt oder Pts = erzielte Scorerpunkte; SM oder PIM = erhaltene Strafminuten; +/− = Plus/Minus-Bilanz; PP = erzielte Überzahltore; SH = erzielte Unterzahltore; GW = erzielte Siegtore; 1 Play-downs/Relegation; Kursiv: Statistik nicht vollständig)